# Narathura subfasciata
Narathura subfasciata är en fjärilsart som beskrevs av Moore 1881. Narathura subfasciata ingår i släktet Narathura och familjen juvelvingar. Inga underarter finns listade i Catalogue of Life.